# Cimanes del Tejar
Cimanes del Tejar ist eine Gemeinde (Municipio) mit 738 Einwohnern (Stand: 2024) im nordwestlichen Zentral-Spanien in der Provinz León in der Autonomen Gemeinschaft Kastilien-León. Vegas del Condado besteht neben dem gleichnamigen Hauptort aus den Ortschaften Alcoba de la Ribera, Azadón, Secarejo, Velilla de la Reina und Villarroquel.

## Geografie
Cimanes del Tejar liegt etwa 19 Kilometer westlich von León am Fuß des Kantabrischen Gebirges und am Río Órbigo im Westen in einer Höhe von ca. 900 m. 

## Bevölkerungsentwicklung
| Jahr      | 1950 | 1970 | 1981 | 1991 | 2001 | 2011 | 2021 |
| --------- | ---- | ---- | ---- | ---- | ---- | ---- | ---- |
| Einwohner | 2198 | 1623 | 1472 | 1193 | 951  | 807  | 741  |

## Sehenswürdigkeiten
- Andreaskirche in Cimanes del Tejar

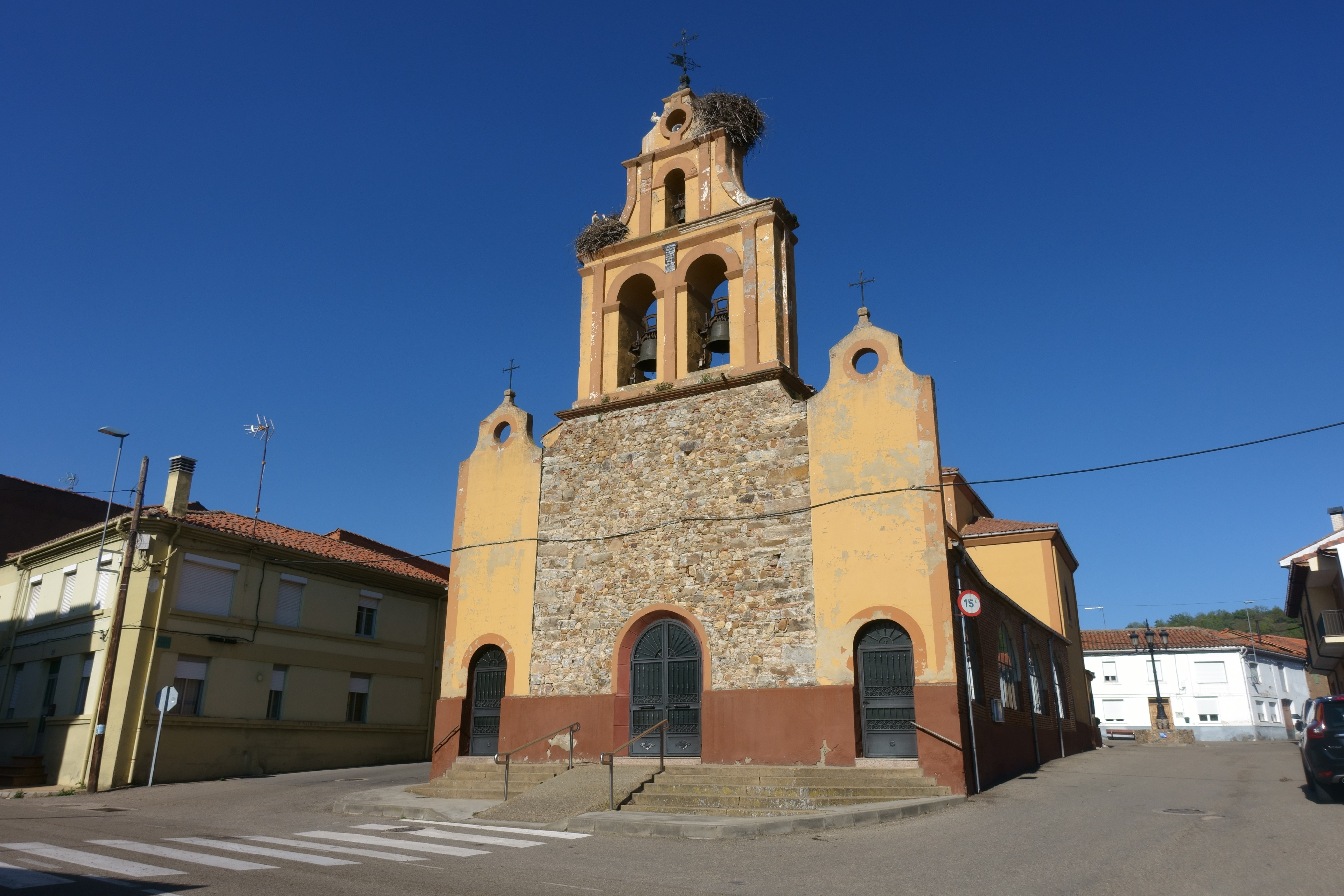
Andreaskirche
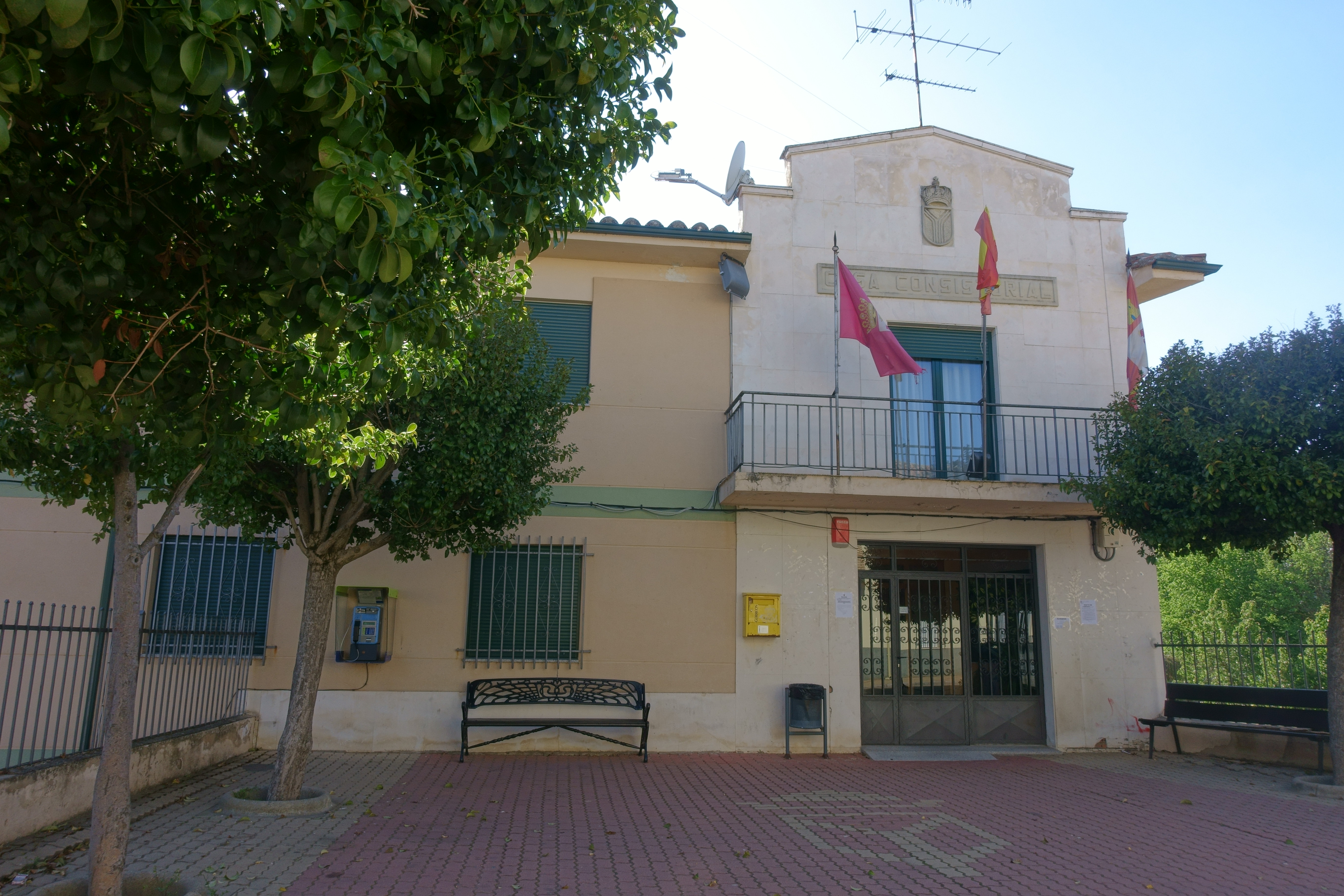
Rathaus